# Cethosia filiola
Cethosia filiola är en fjärilsart som beskrevs av Hans Fruhstorfer 1902. Cethosia filiola ingår i släktet Cethosia och familjen praktfjärilar. Inga underarter finns listade i Catalogue of Life.